# Temple mormon de Vernal
Le temple mormon de Vernal est un temple de l’Église de Jésus-Christ des saints des derniers jours situé à Vernal, dans l’État de l’Utah, aux États-Unis. Il a été inauguré le 2 novembre 1997.